# 크리스천 브란도
크리스천 데비 브란도(영어: Christian Devi Brando 크리스천 데비 브랜도[*], 1958년 5월 11일 ~ 2008년 1월 26일)는 미국의 배우이다.

## 생애
1958년 5월 11일에 캘리포니아주 로스앤젤레스에서 말론 브란도와 애나 카슈피 부부의 아들로 태어났으나 1959년에 아버지의 이혼을 목격했다. 어린 시절에는 부모의 적대 관계, 양육권 분쟁을 목격하면서 정서 불안에 시달렸고 아버지의 손에서 자라게 된다. 1968년에 개봉된 영화 《더 시크릿 라이프 오브 언 아메리칸 와이프》, 《사랑해요, 앨리스 B. 토클러스》에서 단역으로 출연했다.
1990년 5월 16일에 로스앤젤레스 할리우드 힐스에서 자신의 이복여동생인 샤이엔 브란도의 남자친구였던 다그 드롤레를 살해하는 사건을 일으켰다. 1991년에 고살 혐의로 수감되었다가 1996년에 석방되었다. 2008년 1월 26일에 로스앤젤레스에서 폐렴으로 인해 향년 50세를 일기로 사망했다.